# Лісові пожежі в Греції (2023)
Лісові пожежі в Греції (2023), що почалися 17 липня 2023 року поблизу Лагонісі, Східна Аттика, і Лутракі, Коринфія та Афіни, спричинили евакуацію тисяч місцевих жителів. Щонайменше двоє підозрюваних були заарештовані.

## Причини
У середині липня південною Європою прокотилася хвиля спеки, і температура в Греції сягнула понад 40°C.
Основною причиною інтенсивного поширення стали сильні південні вітри силою від 6 до 7 балів за шкалою Бофорта, які дули в цей період і різко прискорили пожежі.
Хронічне занедбання насаджень алеппської та шотландської сосни в Греції, а також відсутність захисту, догляду та очищення цих лісів є додатковими причинами цього явища.

## Пожежі
17 липня у Східній Аттиці, приблизно за 27 км на південний схід від Афін, спалахнули лісові пожежі, які вдалося локалізувати, але раніше згоріло кілька будівель, зокрема притулок для тварин. Лісова пожежа в Беотії, приблизно за 30 км на північний захід від Афін, також спалахнула 17 липня і охопила площу понад 18 гектарів. 
18 липня в Лутракі, курортному містечку на березі Коринфської затоки, було оголошено стан стихійного лиха і розпочато евакуацію.

## Реакції
Прем'єр-міністр Греції Кіріакос Міцотакіс достроково повернувся з візиту до Брюсселя. Європейський Союз направив чотири пожежні літаки Canadair на підтримку Греції.  Служба управління
Служба аварійного реагування "Коперника" була активована 17 липня для оцінки пошкоджень супутника.

## Галерея

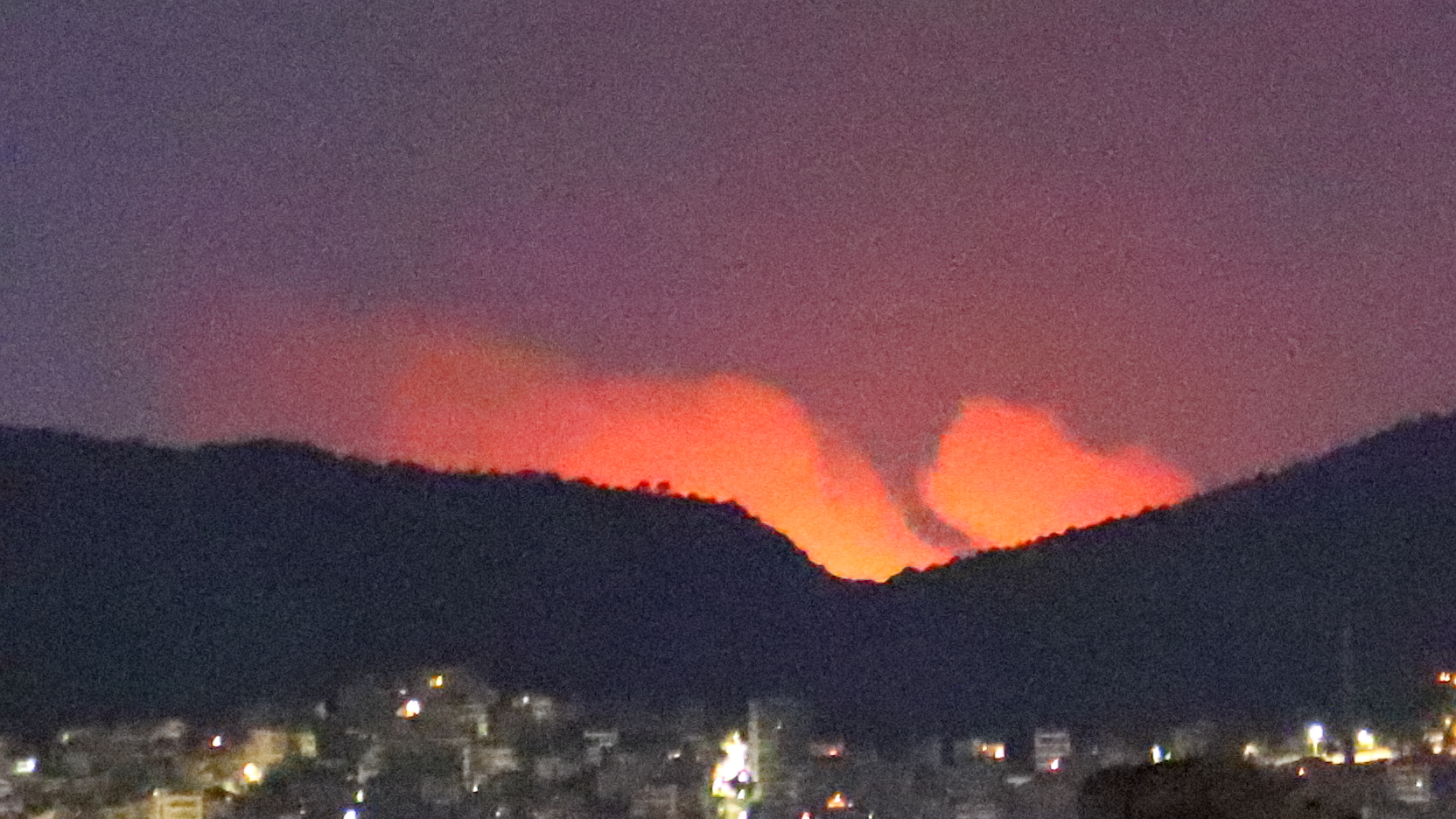
Пожежа в Дервенохорії, вид з Іліону, 18 липня приблизно о 2 годині ночі. Це не полум'я. Це відблиски від пожежі, які виглядають як полум'я через налаштування камери. Пожежа знаходиться за горами.
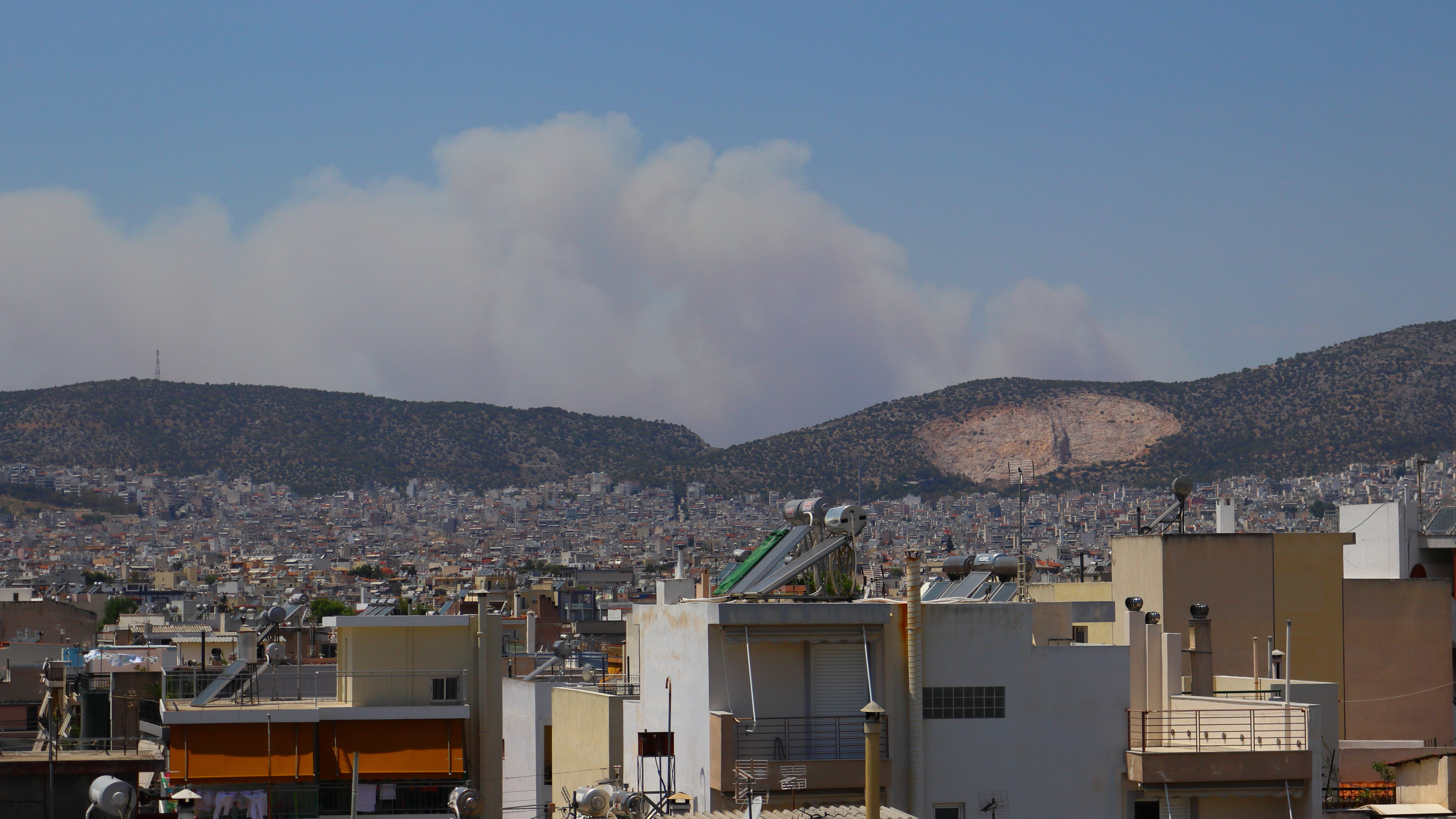
Хмара диму від пожежі в Дервенохорії, вид з Іліону, 18 липня 2023 року о 14:20.